# Pratomagno

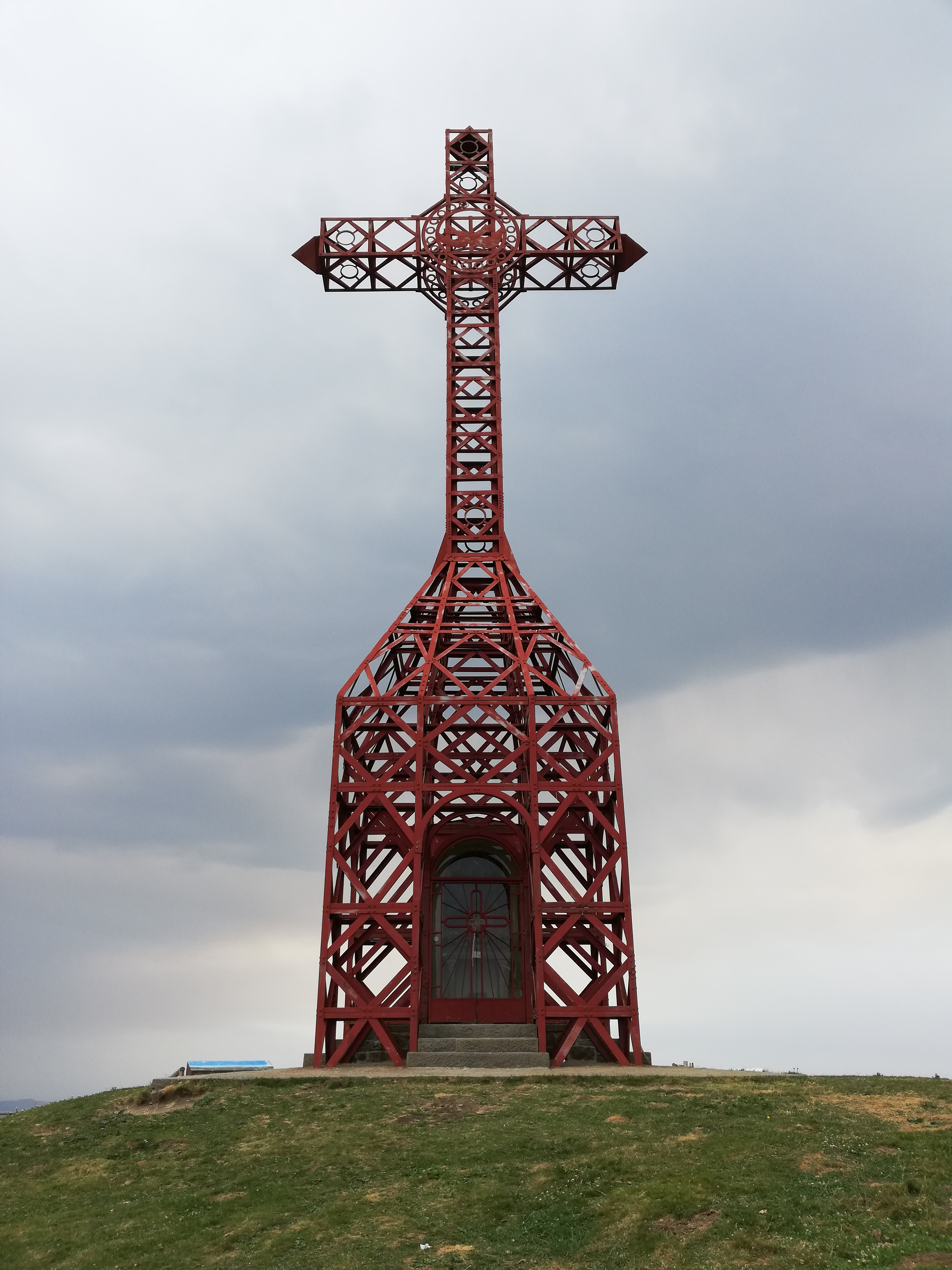
L'emblematica Croce del Pratomagno (1592 mt) vista da Est

Il Pratomagno è una dorsale che si innalza tra il Valdarno superiore e il Casentino a nord-ovest della città di Arezzo; interessa l'omonima provincia e, in piccola parte, la porzione sud-orientale di quella di Firenze.
La vetta più alta del massiccio montuoso raggiunge quota 1592 metri s.l.m. ed è denominato Monte Pianellaccio vicino alla più conosciuta Croce di Pratomagno (1592 metri s.l.m); altre cime elevate sono Poggio Masserecci (1548 metri s.l.m.), Poggio Uomo di Sasso (1537 metri s.l.m) e il Monte Secchieta (1449 metri s.l.m.), che divide la provincia di Arezzo da quella di Firenze.
Il clima è costituito da inverni rigidi con abbondanti precipitazioni nevose e non, ed estati fresche. L'inverno decorre da ottobre a maggio, periodo nel quale sono frequenti abbondanti nevicate. La cima è spazzata da forti venti durante buona parte dell'anno. Durante la stagione invernale le cime sono coperte da una spessa coltre di neve e le temperature possono scendere fino a parecchi gradi sotto lo zero.
La Croce del Pratomagno è un monumento che fu inaugurato il 2 settembre 1928: si tratta di una grande croce modulare in ferro che domina tutto il massiccio ed è visibile anche da grande distanza. Nel novembre 1966 a causa del maltempo crollò la parte alta che fu in seguito ricollocata nel 1969; il 27 luglio 2013 è stata fatta l'inaugurazione del nuovo restauro e della riqualificazione del luogo a cura del Servizio Edilizia della Provincia di Arezzo.
I territori comunali che si estendono sulle pendici del Pratomagno sono quelli di Poppi, Montemignaio, Castel San Niccolò, Ortignano Raggiolo, Castel Focognano, Talla, Pratovecchio Stia, Loro Ciuffenna, Castelfranco Piandiscò in provincia di Arezzo; Reggello, Pelago, Rufina e Londa in provincia di Firenze.
La dorsale è nettamente delimitata ad est, sud ed ovest dal fiume Arno.
Sulla cima del Pratomagno si schiantò il trasvolatore ed eroe della prima guerra mondiale australiano Herbert John Louis Hinkler durante un tentativo di viaggio dall'Inghilterra all'Australia. Una lapide commemorativa ricorda il tragico evento avvenuto probabilmente l'8 gennaio 1933.
Il versante ovest della montagna è particolarmente adatto al volo libero in parapendio e deltaplano, attività praticata nella zona sopra Reggello e Vallombrosa. Scendendo il versante est lungo la strada panoramica si accede alla vallata del Casentino. Il primo paese abitato che si incontra è l'antico borgo in pietra di Quota.
Soprattutto d'estate, il Pratomagno è meta di cicloamatori ed escursionisti. Il Pratomagno è un luogo assai panoramico, soprattutto verso la direttrice sud-sud ovest; lo sguardo spazia infatti dall'Appennino Tosco-Emiliano fino al Trasimeno, al Monte Amiata e al Monte Cetona verso il Lazio, e fino alle vette che dividono l'Umbria dalle Marche (Monti Sibillini). È possibile inoltre vedere nelle giornate molto nitide Firenze, il Tirreno e la Corsica.

## Natura
Il Massiccio del Pratomagno è ricco di biodiversità e natura. 
Tutta la dorsale per l'alto valore naturalistico è protetta dal 1995 a livello europeo dalla Direttiva Uccelli e dalla Direttiva Habitat, della Rete Natura 2000 (Pascoli montani e cespuglieti del Pratomagno sigla IT5180011) per circa 6753.00 ha, comprendenti anche porzioni importanti di foresta. Sul Pratomagno vengono protetti 9 habitat di particolare interesse ecologico e ben 17 specie che qua trovano il loro habitat ideale. Fra gli altri, degni di nota, sono la presenza del Lupo (Canis lupus) del Gambero di fiume (Austropotamobius pallipes) e la presenza dell'Ululone appenninico (Bombina pachypus) in serio pericolo di estinzione. 

### Riserva Naturale Statale Biogenetica di Vallombrosa
Nella porzione nord-occidentale del Pratomagno si trova la Riserva Naturale Statale Biogenetica di Vallombrosa un'area naturale protetta demaniale di 1273 (nel Comune di Reggello, FI) istituita nel 1977. Importantissima a livello naturalistico, nella riserva si trovano gli alberi più Alti di Italia. 
La Riserva si estende dai 470 metri dell'abitato di Tosi ai 1440 metri s.l.m. del Monte Secchieta.

### Bosco di Sant'Antonio
Facente parte in passato della Riserva di Vallombrosa, dal 1975 è inserita nel demanio regionale, separandosi dalla Riserva Statale di Vallombrosa. È situato interamente nel comune di Reggello, nella porzione nord-occidentale del Pratomagno.

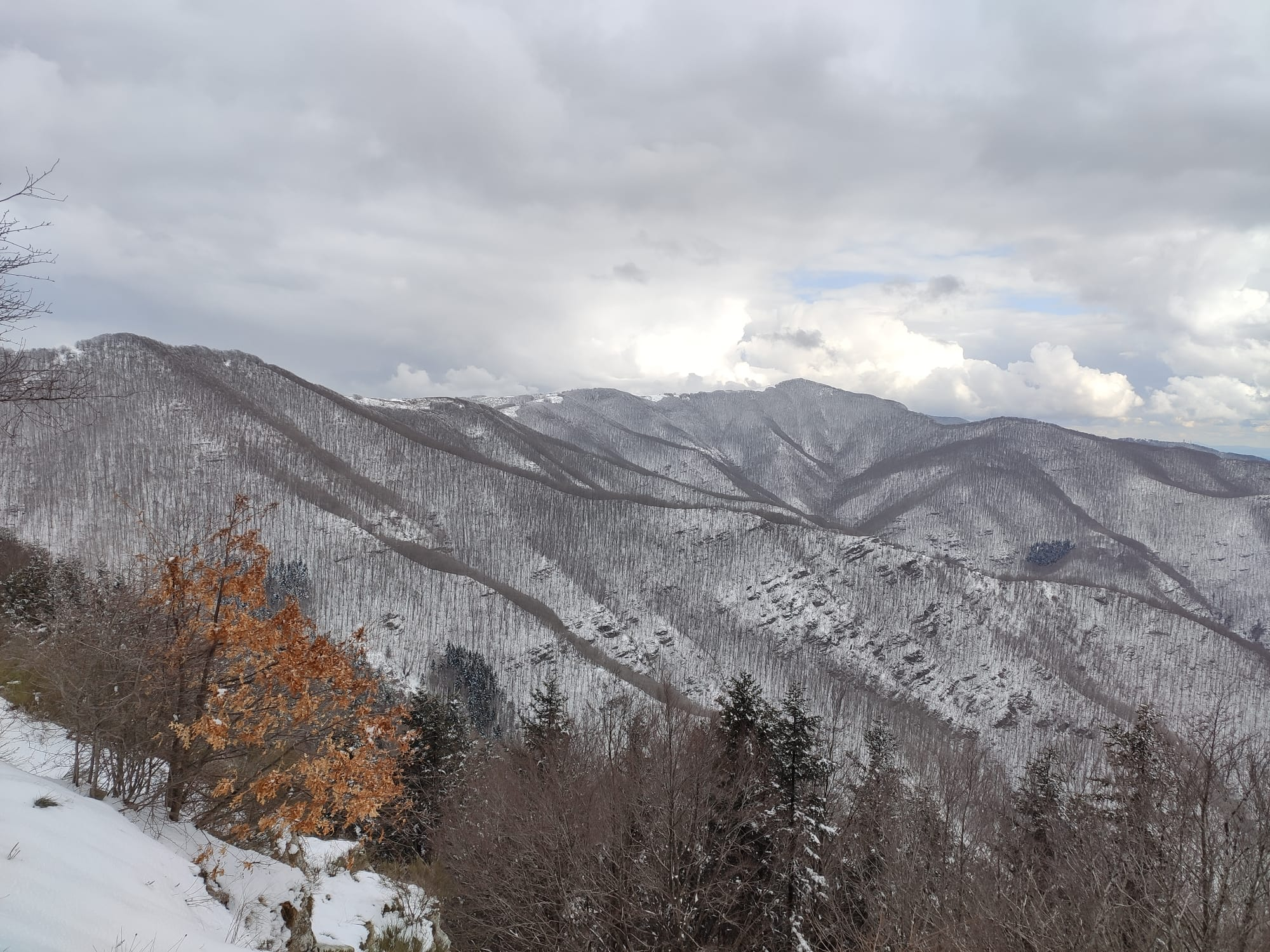
Porzione del Bosco di Sant'Antonio in inverno da "Capanno delle Guardie", con il crinale del Pratomagno. Sulla sinistra Poggio alla Cesta (1446mt) e sullo sfondo la cima di Poggio Uomo di Sasso (1537mt)

Il Bosco di Sant'Antonio è protetto a livello Europeo dalla Rete Natura 2000 secondo la Direttiva Habitat Vallombrosa e Bosco di S. Antonio (IT5140012), per circa 930 ettari ha.
Il Bosco di Sant'Antonio si estende ad altitudini comprese fra i 600 e i 1490 mt. s.l.m ed è caratterizzato da pendii molto scoscesi in cui sono presenti salti di roccia anche molto alti che rendono il bosco di Sant'Antonio impervio, ma estremamente affascinante.
Si presenta come un'area ancora integra e naturale, in rewilding, con boschi di faggio, boschi misti di latifoglie in cui si possono trovare contemporaneamente faggio, leccio, aceri, ontani, e praterie sommitali. Nelle faggete più alte è possibile incontrare la Lobaria pulmonaria un lichene foglioso bioindicatore di foreste ad alto grado di naturalità. Nei torrenti della foresta sono presenti e ad oggi ben conservati popolazioni di Gambero di fiume (Austropotamobius pallipes) e nel sottobosco umido il Geotritone (Speleomantes italicus), entrambe specie altamente protette perché a rischio estinzione e inserite nella Lista Rossa della IUCN. 
Degni di nota sono i suggestivi fossi del Rota e di Sant'Antonio, in cui sono antichi sentieri che attraversano i torrenti con interessanti ponticini in legno.
Da segnalare il monumento naturale, del Faggione di Prato a Marcaccio il quale è probabilmente il più grande faggio del Pratomagno (6m di circonferenza per quasi 30m di altezza).

## Siti di interesse
- Abbazia di Santa Trinita in Alpe
- Abbazia di Vallombrosa
- Case di Sant'Antonio
- Casetta del Bercio
- Cippo commemorativo a Hinkler
- Croce del Pratomagno
- Gastra
- Maestà dell'Orma del Lupo
- Poggio alla Regina (area archeologica)
- La Spada nella roccia

## Borghi
Il Pratomagno è un territorio ricco di affascinanti borghi risalenti a differenti periodi storici:
- numerosi borghi di origine medievale come Trappola, La Casa, Casale, Anciolina, Chiassaia, Gropina, il Borro, Loro Ciuffenna, Poggio di Loro, Pratovalle, Rocca Ricciarda, Roveraia, borgo fantasma che oggi è in stato ruderale, San Clemente in Valle e San Giustino Valdarno;
- il castello di Montemignaio;
- borghi di origine seicentesca come Casamona;
- borghi di origine gota come Quota;
- Cetica (famosa per le terme e le Patate di Cetica);
- Saltino.

## Altre cime
- Poggio della Risala 1484 metri s.l.m
- Poggio alla Cesta 1447 metri s.l.m
- Poggio Tre Confini 1438 metri s.l.m
- Poggio del Lupo 1513 metri s.l.m
- Poggio Varco di Castelfranco 1516 metri s.l.m
- Monte Pianellaccio 1592 metri s.l.m
- Poggio Massarecci 1548 metri s.l.m
- Cima Bottigliana 1454 metri s.l.m
- Massa Nera 1071 metri s.l.m